# ひみつ道具一覧 (た-わ)
ひみつ道具一覧 (た-わ) （ひみつどうぐいちらん た-わ）では、『ドラえもん』『大長編ドラえもん』および『ドラえもん』派生作品に登場するひみつ道具のうち、名称の読みが「た」で始まるものから「わ」で始まるものまで、および記号で始まるものを列挙する。
原作者である藤子・F・不二雄が執筆した『ドラえもん』、『大長編ドラえもん』(VOL.1〜17)、および藤子・F・不二雄のその他の著作に登場するひみつ道具はもちろん、正当な著作権者である藤子・F・不二雄プロや小学館が公認したものと解される、藤子・F・不二雄以外の者が執筆あるいは制作した『ドラえもん』および『ドラえもん』派生作品に登場するひみつ道具も含める。
藤子・F・不二雄以外の者が執筆あるいは制作した『ドラえもん』および『ドラえもん』派生作品については著作権者による研究が進んでおらず、検証可能な資料も不足しているため、すべてのひみつ道具をこの一覧で網羅するものではない。
| 目次 | 目次 | 目次 | 目次 | 目次 |
| 凡例 | 凡例 |      |      |      |
| ---- | ---- | ---- | ---- | ---- |
| た   | ち   | つ   | て   | と   |
| な   | に   | ぬ   | ね   | の   |
| は   | ひ   | ふ   | へ   | ほ   |
| ま   | み   | む   | め   | も   |
| や   |      | ゆ   |      | よ   |
| ら   | り   | る   | れ   | ろ   |
| わ   |      |      |      |      |
| 記号 |      |      |      |      |

## 凡例
| - ひみつ道具の名称（簡単な出典） |

出典欄では以下の略称を用いる。
| TVA1   | 1973年放送のテレビアニメ『ドラえもん』。テレビアニメ第1作                       |
| TVA2-1 | 1979年から2005年3月まで放送のテレビアニメ『ドラえもん』。テレビアニメ第2作第1期 |
| TVA2-2 | 2005年4月より放送中のテレビアニメ『ドラえもん』。テレビアニメ第2作第2期         |

| ドラえもんズ | 『ドラえもん ゲームコミック ザ・ドラえもんズ』                               |
| ドラズSP     | 『ドラえもん ゲームコミック ザ・ドラえもんズ スペシャル』                    |
| ドラズ養成編 | 『ドラえもん ゲームコミック ザ・ドラえもんズ スペシャル ロボット学校養成編』 |

「漫画『大長編ドラえもん』（VOL.18〜VOL.24〈まんが版▷映画シリーズ〉」は「映画『ドラえもん』第1期シリーズ第19作〜第25作」の漫画化作品であり、「漫画『ドラえもん 映画ストーリー』シリーズ」は「映画『ドラえもん』第2期シリーズ第2作以降」の漫画化作品である。しかしながら映画公開に先駆けて漫画版の連載が行われ、映画のクレジットでは漫画版を「原作」と表記していることがある。そのため、同タイトルの映画と漫画版の両方に初登場するひみつ道具の出典は、映画と漫画版を併記することとする。
また出典欄では、映画、大長編、映画ストーリーのタイトルから「ドラえもん――」「ドラミちゃん――」を省略する。

## た
トトライド  最新ひみつ道具
- ターザンパンツ
- ターザンロープ
- ダイエットペンチロボット用（TVA2-2「恋するドラえもん」）
- ダイエットン（TVA2-2「ドラえもんがダイエット!?」）
- タイガーキャップ（TVA2-1「タイガーキャップ」）
- 退化放射線発生ガン ⇒ 進化退化放射線源
- 大感動手紙セット（『ドラえもんのなんでもチャレンジ!』「かんたんメッセージカード」）
- 大寒波発射扇
- 大工ドリンク
- 大自然セット（セット内容：地面じゅうたん、けしきテント、立ち木スタンド、小川じゅうたん、たきかべかけ、プラネタリウム、小鳥・チョウ・トンボのロボット）
- 体重の軽くなる薬（『ドラえもんの学習シリーズ ドラえもんの算数おもしろ攻略 (3)文章題がわかる（改定新版）』）
- 耐ショック耐閃光グラス（ドラえもんズ4巻）
- ダイスキンドリンク（TVA2-2「ダイスキンドリンク」）
- 体操ロボット（『ドラえもんの学習シリーズ ドラえもんの体育おもしろ攻略 (1)てつぼう・とびばこができる』）
- タイタニックロボ組み立てキット
- 台風ガサ（TVA2-2「おかしなおかしなかさ」）
- 台風チャート
- 台風トラップと風蔵庫
- 台風ネット
- 台風のたまご
- 台風の複眼
- 台風発生機
- タイマー
- タイムカプセル
- タイムカメラ
- タイムカメラ（TVA2-1「タイムカメラ」） ⇒ キテレツ大百科の発明道具#回古鏡
- タイム借り物競争キット（TVA2-2「時を走れ！タイム借り物競走」）
- タイム劇団チケット（『ドラえもんの地球人パスポート』（『小学四年生』1995年7月号付録））
- タイムコピー
- タイムコンパス（大長編『のび太のワンニャン時空伝』）
- タイムシーバー
- タイム・シャトル（『ワンダーコミック ドラえもん地球大たんけん』（『小学五年生』1990年6月号付録）収録「第一部 大陸は動いている!」）
- タイムセンサー
- タイムぞうきん（TVA2-1「タイムぞうきん」） ⇒ ゆっくり反射ぞうきん
- タイム手帖（TVA2-1「のび太の結婚式?!」）
- タイム手ぶくろとめがね
- タイムテレビ
- タイム電話
- タイム電話 ニューモデル（映画『のび太の人魚大海戦』）
- タイムドリーマー
- タイムトリモチ ⇒ タイムホールとタイムトリモチ
- タイムトンネル
- タイムトンネルの穴掘り機（TVA1「潜水艦で海へ行うの巻」）
- タイムバンク（TVA2-1「タイムバンク」） ⇒ 時間貯金箱
- タイムピストル
- タイムビデオ（TVA2-1「クローンリキッド悟空」）
- タイムファックス（『ドラえもんの日本語探検』収録「のび太と日本語誕生」（『小学四年生』1993年11月号付録））
- タイムふしあな
- タイムふろしき
- タイムベルト
- タイムホールとタイムトリモチ
- タイムマシン
- タイムマシン付きUFO（ドラズ養成編1巻）
- タイム虫メガネ
- タイムメール（TVA2-1「ノビータ」）
- タイムライト
- タイムリモコン（TVA2-1「タイムリモコン」）
- タイム・ルーム
- タイムワープリール
- 太陽系の立体モデル（『ドラえもん地球不思議科学館』（『小学五年生』1993年11月号付録）収録「第5章 宇宙の科学館」）
- 代用シール
- 太陽たまご（TVA2-1「太陽たまご」）
- 太陽熱バルーン（『ドラえもんの学習シリーズ ドラえもんの理科おもしろ攻略 (2)天体（地球・月・太陽・星の動き）がわかる』）
- 太陽ライトミニミニ（TVA2-1「宝星探査ロケット」）
- 太陽ランプ ⇒ 地球セット
- 大リーガーセット
- 大リーグバット（TVA1「大リーグの赤バットの巻」）
- ダイリガム
- ダイレクトパネル
- たからさがしカウンター
- 宝さがし機
- 宝さがしごっこセット
- 宝さがし地図
- 宝さがしペーパー
- 宝さがしペーパーとあぶり出し暖炉（映画『のび太の人魚大海戦』）
- 宝のチーズ（TVA2-2「ドクロ島の秘宝」）
- 宝星探査ロケット
- たきかべかけ ⇒ 大自然セット
- 宅配シャボン玉ストローとスーパーシャボン玉液（TVA2-2「シャボン玉宅配便」」）
- たくはいキャップ
- タケコプター
- タケノコプター（TVA2-1「あべこべの星」）
- たこ上がり ⇒ あげられたこ
- タコ足（『学習まんが ドラえもんからだシリーズ Vol.2 血液の流れ』）
- タコ印口べに
- タコスーツ（TVA2-1「のび太ロケット銀河へ!」）
- たこのり
- 出しっぱなし国旗
- ダジャレーダー（TVA2-2「ダジャレでやっつけろ!」）
- ダジャレイガン（TVA2-2「ダジャレーランド」）
- ダジャレグラス（『ドラえもんのなんでもチャレンジ!』「おせち料理のひみつ」）
- タスケテ帽
- 助け船（TVA2-2「たすけて!助け船」）
- タスケロン
- タスケロン・カプセル（TVA2-1「タスケロン・カプセル」） ⇒ タスケロン
- たずね人ステッキ
- ただ見セット
- たたりチンキ
- タチバガン
- たちまちダンサー（TVA2-2「のび太たちのアイスショー」）
- 断ち物願かけ神社
- 立ちユメぼう
- だっしゅうざい
- 脱出ロケット（「攻略マンガ ドラえもん 夢どろぼうと7人のゴザンス」）
- タッチカメラ
- タッチグローブ（TVA2-1「タッチグローブ」） ⇒ タッチ手ぶくろ
- タッチ手ぶくろ
- ダッピ灯
- たつまきストロー
- たつまきラッパ（TVA2-1「たつまきラッパ」）
- タテヨコバッジ
- タヌ機
- タヌキさいふ
- タネなしマジックハンカチ
- タビコブタ（ドラズSP9巻）
- タベコブター（ドラズSP9巻）
- 食べ物さがしめがね ⇒ ロビンソンクルーソーセット
- タマゴ産ませ燈
- 卵生ませる灯（ドラズSP8巻）
- タマゴコピーミラー
- たまご探検隊 （映画ドラえもん のび太の新恐竜）
- たましいいぶりだし機
- たましいステッキ
- たましいふきこみ銃
- たましいマーカー（TVA2-2「かわいい雨傘の物語」）
- タマシイム・マシン
- 多目的おまもり
- ダルバケツ（TVA2-1「山おく村の怪事件」）
- だるまおとしハンマー
- ダルマさんが転んだ帽（TVA2-1「ダルマさんが転んだ帽」） ⇒ ダルマさんころんだ帽
- ダルマさんころんだ帽
- ダルマストーン（TVA2-1「ダルマストーン」）
- だれでも体験機（TVA2-1「だれでも体験機」） ⇒ 録験機
- 誰でもまじんランプ（TVA2-1「誰でもまじんランプ」） ⇒ まじんのいないまほうのランプ
- だれにも書けるマンガ原作大全集 ⇒ マンガ原作集
- 探検ごっこセット（セット内容：圧縮非常食30食分つめ合わせ、糸なし糸電話型トランシーバー、みの虫式寝袋、どろ水でも飲める浄水器、警報用打ち上げ花火、コンパクトケース）
- 探検ごっこ用蒸気船
- 探検ズボン（TVA2-1「探検ズボン」）
- 探検ぼうし ⇒ キャンピングハット
- 探査衛星（『ドラえもん 地球環境警備隊』（『小学五年生』1993年9月号別冊付録）収録「第2部 勇者のび太の冒険」）
- 探査モグラ（ドラえもん のび太の南極カチコチ大冒険）
- 探索モグラ（TVA2-1「夢とロマンを探索モグラ」）
- 断層ビジョン
- 探偵鼻（TVA2-1「名探偵のび太!!」）
- タントサンソアメ（映画『のび太と竜の騎士』） ⇒ 水中酸素あめ
- 田んぼ天気予報（TVA2-2「タタミのたんぼ」）
- たんぽぽくし
- たんぼロール ⇒ しゅみの日曜農業セット
- タンマウオッチ

## ち
- チアガール手ぶくろ
- チアリーダー手袋（TVA2-2「勝利をよぶチアリーダーてぶくろ」） ⇒ チアガール手ぶくろ
- チーズカメラ（漫画ドラえもん のび太と奇跡の島 〜アニマル アドベンチャー〜）
- チータローション
- チェックカード（『ワンダーコミック ドラえもん地球大たんけん』（『小学五年生』1990年6月号付録）収録「第二部 生物の進化」）
- 地下工事マシン
- 近道マップ（TVA2-2「ママママバトルざます」）
- 力電池
- ちかんげきたいバリア（映画『アララ♥少年山賊団!』）
- 地球引力脱出ペダル
- 地球エレベーター（TVA2-2「地球エレベーター」）
- 地球エンピツ ⇒ ポラマップスコープ
- 地球観測衛星（『地球環境警備隊』（『小学五年生』1993年2月号付録））
- 地球消しゴム ⇒ ポラマップスコープ
- 地球下車マシン
- 地球製造セット（TVA2-1「地球製造セット」） ⇒ 地球セット
- 地球セット
- 地球はかいばくだん
- チクタクボンワッペン
- ちく電スーツ
- 地図世界入りこみ機（TVA2-1「地図世界入りこみ機」）
- 地図ちゅうしゃき
- 地中潜望鏡
- 地中つりざお
- 地中レンズ
- チップストッパー
- チッポケット二次元カメラ
- 地底探検車
- 地平線テープ
- 地熱計測装置
- ちゃかちゃねじまき（『ドラえもんの学習シリーズ ドラえもんの国語おもしろ攻略 四字熟語100』） ⇒ ハッスルねじ
- 着地ポイント ⇒ ミニ熱気球
- チャン酢（Wii用ソフト『ドラえもんWii ひみつ道具王決定戦!』）
- チャンスカメラ
- チャンスメーカー（TVA2-2「チャンスメーカー」）
- チャントシてちょう（TVA2-1「チャントシてちょう」）
- チャンバラ刀
- チャンピオングローブ
- ちゃんぽんベルト（TVA2-1「ちゃんぽんベルト」）
- チューケンパー
- チューシン倉
- チューブ入り雲 ⇒ しゅみの日曜農業セット
- 中和液（ドラズ養成編2巻）
- 鳥眼鏡（ちょうがんきょう）（TVA2-1のスペシャル番組『ドラえもん! 秋のいち押し!! 60分スーパースペシャル決定版!!』幕間（2000年））
- 超強力波動化アダプター（ドラえもんズ4巻）
- 超巨大立体テレビ
- 長距離風船手紙コントローラー
- 超小型宇宙艇 スペースドラ丸（『ドラえもんの学習シリーズ ドラえもんの算数おもしろ攻略 (7)式とグラフがわかる』）
- 超小型酸素ボンベ（TVA2-1「しあわせのお星さま」） ⇒ 酸素ボンベ
- 頂上とりかえ機
- 頂上とりかえ機（『ドラえもんの学習シリーズ ドラえもんのかん字じてん ステップ1』）
- 超人クッキー（ドラズSP9巻）
- 超スーパー風船ガム（映画『のび太の宇宙漂流記』）
- 超速達切手
- ちょうちょレター（TVA2-1「ちょうちょレター」）
- 超能潜水艦（TVA1「潜水艦で海へ行うの巻」） ⇒ 瞬間移動潜水艦
- チョージャワラシベ
- チョーダイハンド
- チョッキンバコ（TVA2-1「チョッキンバコ」）
- チョコQ ⇒ 未来のチョコQ
- ちょっと待っタイマー（映画『のび太の結婚前夜』）
- チリつもらせ機
- ちりょう灯（映画『ハロー恐竜キッズ!!』）
- チルチルペンキとミチルあみ
- チルチルライトとミチルアミ（TVA2-1「のび太の青い鳥」）

## つ
- ツアーロボット（TVA2-1「ツアーロボット」）
- ツアーロボット2号機（TVA2-1「マンモスウォッチング」）
- ついせきアロー
- 追跡ソナー（TVA2-1「ほしい人アロー」） ⇒ ほしい人アロー
- ついせきポチ（TVA2-1「ついせきポチ」）
- ツーカー錠
- 通学用アトラクションセット（TVA2-1「ジェットコースターで学校へ」）
- 通信機 ⇒ 海底ハイキングセット
- 通信機（ドラズSP11巻）
- 通信機付きヘッドライト（TVA2-1「ドラミちゃん登場! のび太の海底大冒険」）
- つう心販売カタログ
- 通信ホログラム（ドラズSP11巻）
- 通話よこどり電話
- 使い捨て人工太陽（ドラえもん のび太の南極カチコチ大冒険）
- つかみ取りバズーカ
- つきつきペンダント（TVA2-1「つきつきペンダント」）
- つきぬけざぶとん
- ツキの月
- 月ロケット（『ドラえもん地球不思議科学館』（『小学五年生』1993年11月号付録）収録「第6章 宇宙開発の科学館」）
- つくしん坊（TVA2-2「あなたにつくしん坊」）
- つけかえ手ぶくろ
- つげぐち（TVA2-1「南の島へ出かけよう」）
- つけると暗くなる電球 ⇒ 暗くなる電球
- つづきスプレー
- つづきペン（『ドラえもん漢字攻略クイズ&コミック』（『小学五年生』1993年4月号付録））
- つづきをヨロシク
- つむじ風うちわ（TVA2-1「ドラミにおまかせ」）
- つめあわせオバケ
- 詰め合わせ動物モドキ（TVA2-1「動物パワーでサバイバル」）
- ツモリガン
- ツモリナール
- 強いイシ
- ツヨクナール（『藤子不二雄先生のまんが入門』（『小学三年生』1975年6月号付録）収録「トラえもん」）
- ツリーハウス栽培セット（TVA2-2「真夜中の巨大ドラたぬき」）
- ツルの恩返しキャップ（TVA2-2「ジャイアンの恩返し」）
- つるのおんがえしセット（TVA2-2「ツルよ、恩をかえして!」）
- つるのどんでん返し（TVA2-1「ひみつ道具大募集優秀賞作品 つるのどんでん返し」）
- 連れてっ手（映画『のび太の結婚前夜』）

## て
- 停止液 ⇒ 自然観察プラモシリーズ
- データ解せき機（『地球環境警備隊』（『小学五年生』1993年2月号付録））
- データハツメイ機（『学習まんが ドラえもんからだシリーズ Vol.6 栄養と健康』）
- 手がかりレンズ ⇒ ホームズ・セット
- デカチンキ
- デカボン（TVA2-1「デカボン」）
- テキオー灯
- できるま電灯（『北日本新聞』「ドラえもん 新聞のできるまで」）
- 手品ステッキ（TVA2-1「ぼくは手品師」） ⇒ ポコニャン#道具
- 手品ステッキ（映画および大長編『のび太の南海大冒険』）
- 手品ふろしき
- テストさいてん機（『ドラえもん百科 1』）
- 鉄筋肉クリーム（TVA2-1「鉄筋肉クリーム」）
- 手作り雲セット
- 鉄道ごっこセット（TVA2-2「のび太鉄道」）
- 手投げミサイル
- 手にとり望遠鏡
- 出入り鏡 ⇒ 入りこみ鏡
- 手ばり
- 手ばりニューバージョン（映画『のび太の人魚大海戦』）
- デビルカード
- 手ぶくろ電話
- 手ぶくろパラシュートお子さま用
- 出前電話
- てまね木（TVA2-1「ドラミのハッピーハウス」）
- デラックス・キャンピングカプセル（映画『のび太のパラレル西遊記』）
- デラックスライト
- デラックスライト（TVA2-1「カウンセリングノート」）
- DX列車セット（TVA2-2「のび太特急と謎のトレインハンター」）
- テルテルコート
- てるてるぼーず（TVA2-2「タタミのたんぼ」）
- テルテルマシーン（TVA1「のび太は雨男の巻」）
- テレテレホン
- テレパしい
- テレパシイ（『ドラえもんの学習シリーズ ドラえもんの算数おもしろ攻略 (7)式とグラフがわかる』）
- テレパスロボット
- テレビ局セット
- テレビドア
- テレビとりもち
- テレポートマシン（ドラえもんズ4巻）
- デンキ紙芝居セット（TVA2-1「デンキ紙芝居セット」）
- 天気決定表
- 伝記電気（TVA2-2「とびだす伝記電気」）
- 電気爆弾（TVA2-2「宇宙ガンファイターのび太（後編）」）
- 天球儀
- 転居テンキー  （TVA2-2「イースター島のモアイ」）
- 電撃銃 ⇒ ルームガードセット
- デンゲキトレード（TVA2-2「デンゲキトレード」）
- デンコーセッカ
- 伝言花火（TVA2-1「伝言花火」）
- 天才エッグ（TVA2-1「天才エッグ」）
- 天才バッヂ（『ドラえもんの学習シリーズ ドラえもんの算数おもしろ攻略 (4)分数・小数がわかる（改定新版）』）
- 天才ヘルメット
- でん子ずのうつきボールペン
- 天使のリング（TVA2-1「天使のリング」）
- 電車ごっこ ⇒ どこでもきっぷ
- 電車ごっこロープ
- 伝書バコ（TVA2-1「伝書バコ」）
- 伝書バット
- でんしょひこうき
- 伝説復元機（映画および大長編『のび太の南海大冒険』）
- 電送ポンプ
- 天体けんび鏡
- 天体スクリーン（『ドラえもんの学習シリーズ ドラえもんの理科おもしろ攻略 (2)天体（地球・月・太陽・星の動き）がわかる』）
- 電池ガマ（『ドラ・Q・パーマン』）
- 天地逆転オイル
- 電池ナベ（『ドラ・Q・パーマン』）
- デンデンハウス
- テントアパート
- テントハンカチ ⇒ キャンプ・セット
- 天女の羽衣（TVA2-2「どら焼き伝説を追え!」）
- 電波探知モニター（TVA2-1「スーパーウグイス嬢」）
- 天ばつムチ

## と
- 桃源壷（ドラズSP4巻）
- 透視シール ⇒ 透視台と透視シール
- 透視スクリーン
- 透視台と透視シール
- とうしめがね
- 同情アンテナ（TVA2-1「同情アンテナ」）
- どうどうめぐリンリン（TVA2-1「スネ夫のロマンス」）
- 動物イヤホーン（『ドラえもん・ふしぎシリーズ (3)ドラえもん 動物クイズ』）
- 動物生まれかわりタマゴ
- どうぶつガス
- 動物がたにげだしじょう
- 動物観察ケース
- 動物救急箱（TVA2-1「チュン太」）
- 動物ごっこ帽子
- 動物ごっこ帽子 ニホンカワウソバージョン（TVA2-2「カワウソのび太の大冒険」）
- 動物語ヘッドホン
- 動物語ほんやくカプセル（『ドラえもんの学習シリーズ ドラえもんの算数おもしろ攻略 (8)続・文章題がわかる』）
- 動物飼育人工太陽（TVA2-1「ツアーロボット」）
- 動物セット
- 動物ドロップ
- どうぶつにばけるキャンディー
- 動物粘土
- 動物の遺伝子アンプルとクローニングエッグ
- 動物の素スープ
- 動物パワーキャップ（TVA2-1「動物パワーキャップ」）
- 動物変身恩返しグスリ
- 動物変身ステッキ（TVA2-2「ハロウィンとのびガエル」）
- 動物変身ビスケット
- 動物変身ビスケット 効き目長持ちバージョン（TVA2-2「ぼく、桃太郎のなんなのさ2008」）
- 動物ほんやくビスケット（『ドラえもんの学習シリーズ』）
- 動物指キャップ
- 動物ライト
- 冬眠シェルター（TVA2-1「冬眠シェルター」）
- とう明おり紙 ⇒ 防水折り紙
- 透明人間カプセル（『ドラえもんのびっくり日本の歴史 (1)遺跡・大建築編 岩宿遺跡から平城京』）
- とう明人間目ぐすり（TVA2-2「とう明人間目ぐすり」） ⇒ とう明目ぐすり
- とう明目ぐすり
- とう明スプレー（TVA2-1「ドラえもんだいきらい!?」）
- とう明パンツ（『ドラえもんひみつじてん』（『小学二年生』1979年5月号別冊付録）収録「これを読めばドラ博士」）
- とうめいハンド
- とう明ペンキ
- 透明防音壁（TVA2-2「しずかちゃんの最悪な誕生日」）
- とうめいボディーガードプラモ
- 透明マント
- 透明メガネ（TVA2-2「ゆうれい城へひっこし」）
- 盗塁ゲームセット（TVA2-1「盗塁ゲーム」）
- 道路光線
- 遠くの人おこし用目ざまし
- 遠くの人めざまし（映画『のび太の宇宙漂流記』） ⇒ 遠くの人おこし用目ざまし
- 通せんぼう
- 通り抜けキャップ（TVA2-1「通り抜けキャップ」）
- 通りぬけフープ
- 通りぬけフープLLサイズ（ドラえもんズ3巻）
- トカゲロン
- どくさいスイッチ
- 読書感想文を書いてくれるロボット（『ドラえもん地球不思議科学館』（『小学五年生』1993年11月号付録）収録「第4章 ハイテクの科学館」）
- 読心ルーペ
- 特大ドロボーたたき
- 特定人物レーダー
- 特別製のカメラ（『ドラえもんの激辛! いじわるクイズ』）
- 特別耳せん（「攻略マンガ ドラえもん 夢どろぼうと7人のゴザンス」）
- トゲつき寝袋（TVA2-2「海底ハイキング」）
- トゲトローズ（TVA2-2「トゲトローズはご機嫌ななめ」）
- どこかなまど
- どこだかドア（TVA2-1「あべこべの星」）
- どこでも行ける矢 ⇒ はこび矢
- どこでもエレベーター（映画『のび太と翼の勇者たち』）
- どこでも落っこち機
- どこでもガス
- どこでもグラス（TVA2-1「どこでもグラス」） ⇒ 万能グラス
- どこでもきっぷ
- どこでも蛇口
- どこでも診察ドア（『学習まんが ドラえもんからだシリーズ Vol.7 からだなんでも相談室』）
- どこでも大ほう
- どこでもだれでもローラースケート
- どこでも地図
- どこでも地図（『ドラえもん夢気球スペシャル 自然はボクらの運動場』など）
- どこでも中継局
- どこでもテレビ⇒どこでも大ほう
- どこでもドア
- どこでもバスストップ（TVA2-1「銀河観光バス」）
- どこでも風せん
- どこでもホール
- どこでもまど
- どこでも水鉄砲（ドラえもんズ1巻）
- どこへでもドア（TVA2-2「どこでもドアを作ろう！」）
- トジカメ（TVA2-1「トジカメ」）
- としの泉ロープ
- ドジバン
- ドッカーンハンマー（『ドラえもん なぜなに探検隊』第5話）
- トッカエ・バー
- ドッキリビデオ
- 突風バット（TVA2-2「ドラミの最悪の一日」）
- トトスキー
- トナカイ型飛行機（TVA2-2「聖夜ののび太クロース」） ⇒ トナカイロケット
- トナカイロケット
- とばし穴
- 飛ばし穴と警報機セット（TVA2-2「真夜中の巨大ドラたぬき」）
- とびだしライト（TVA2-1「とびだしライト」）
- とび出す建物シリーズ　日本のお城（TVA2-2「裏山のドラえもん城」）
- トビレットペーパー
- 止まり木　⇒ナマケモノスーツ
- 友だちの輪
- 友だちのワ投げ（TVA2-1「友だちのワ投げ」）
- 友だちパスポート（『ドラえもんのびっくり日本の歴史 (2)遺跡・大建築編 平安京から堺の町』）
- トモダチロボット
- ともチョコ  （映画および大長編『のび太の新恐竜』）
- ドライ・ライト
- ドラえもん気球 (ドラえもん のび太と緑の巨人伝)
- ドラえもん体内GPS（TVA2-2「ドラえもんが重病に?」）
- ドラえもんとなかなおり機 ⇒ ハツメイカー
- トラエルロープ（TVA2-1「トラえもん登場」）
- ドラキュラセット
- ドラ・で・カイト （映画および大長編『のび太とふしぎ風使い』）
- ドラ時計（映画『のび太とアニマル惑星』）
- トラの尾セット（TVA2-1「トラの尾セット」）
- トラの尾探知レンズトラの尾探知レンズ（TVA2-1「トラの尾セット」）
- ドラマチックガス
- ドラミ専用電話（TVA2-1の特番『祝 TV25周年突入! ドラえもんありがとうスペシャル!!』）
- トランポリンゲン
- ドリームガン
- ドリームテレビ（『ドラえもん・ふしぎシリーズ (3)ドラえもん 動物クイズ』）
- ドリームプレイヤー
- ドリーム枕（TVA2-1「予言者ジャイアン」）
- ドリームマッチ
- とりかえっこふろしき（映画および大長編『のび太の南海大冒険』）
- とりかえミラー
- とり消しガス ⇒ つづきをヨロシク
- 取り消しゴム
- とりけしゴム（TVA2-2「ドラえもんに落書き」）
- 取りこみペーパー（TVA2-1「取りこみペーパー」）
- トリセツ・メーカー（TVA2-2「トリセツ・メーカー」）
- 鳥よせ笛
- とりよせつぼ
- とりよせバッグ
- トレアドール
- トレーサーバッジ
- トレーニングタイヤ（『ドラベース ドラえもん超野球外伝 1』）
- トレーニングロボ
- トレーニングドーム（『学習まんが ドラえもんからだシリーズ Vol.3 からだのしくみ』）
- トレーニングロボ
- ドロボウホイホイ
- どろ水浄水器 ⇒ 探検ごっこセット
- トロリン
- ドロロン忍者セット（TVA2-1「ドロロン忍者セット」）
- ドロン葉
- ドロンパ（ファミリーコンピュータ用ソフト『ドラえもん ギガゾンビの逆襲』）
- ドロン巻き物
- どんな機械でもあっという間にポンコツにするハンマー（TVA2-2「大あばれ! のび太の赤ちゃん」）
- どんなきずでもすぐなおすくすり
- どんなびょう気にもきくくすり ⇒ 万病薬
- どんぶらガス
- ドンブラクリーム
- ドンブラ粉
- トンボロボット ⇒ 大自然セット

## な
- ないしょごみだしホール
- ないしょペン
- 内ぞうダンゴ（『ドラえもんのまんがでラクラク理科の本／ドラえもんのまんがでラクラク社会の本』（『小学三年生』1996年6月号付録））
- ないないスプレー（TVA2-1「ないないスプレー」）
- ナイヘヤドア
- 内用宇宙服
- なおしバンとこわしバン
- ナカナオリン（TVA2-1「ナカナオリン」）
- なかまいりせんこう
- なかまバッジ
- 中身ごとのびちぢみカップ
- ナカミスイトール
- 中身ポン
- 中身ライト（『ドラえもんの算数ゲームコミック』（『小学四年生』1994年6月号付録）収録「二、分数の章 リンゴジュースで大さわぎ!?」）
- 流れ星製造トンカチ
- 流れ星の素
- 流れ星ゆうどうがさ
- なかよしガン（『ドラえもんのびっくり日本の歴史 (2)遺跡・大建築編 平安京から堺の町』）
- なく子なぐさめき
- なくし物とりよせ機
- なくし物呼び出しメガホン（TVA2-2「むかしのママはのび太!?」）
- ナゲーなげなわ
- ナスカくん（TVA2-1「ナスカくん」）
- なぞトキ（『ドラえもんの 算数推理コミック』（『小学四年生』1995年4月号付録）収録「のび太の名探偵事件ぼ(3) トランプとサイコロのなぞ事件 ――直方体と立方体――」）
- なぞなゾウ（『ドラえもんのなぞなぞブック』（『小学四年生』7月号別冊付録））
- なぞなぞ学校かんづめセット（『ドラえもんのなぞなぞ学校』）
- なぞなぞカレンダー（『ドラえもんのなぞなぞカレンダー』）
- なぞなぞ手品ぼうし（『ドラえもん・ふしぎシリーズ (4)ドラえもん なぞなぞクイズ』）
- なぞなぞマイクと目だつライト（『ドラえもん・ふしぎシリーズ (4)ドラえもん なぞなぞクイズ』）
- 夏祭りキット（TVA2-2「のび太の夏祭り大作戦！」）
- 七色の声あめ製造機（TVA2-1「七色の声あめ」） ⇒ 声のキャンデー
- 七色変化だま（TVA2-1「七色変化だま」）
- ななころびてんとう虫（TVA2-1「ななころびてんとう虫」）
- ナニスルグラス
- なにするんジャー（ドラズ養成編2巻）
- ナビウォッチ（TVA2-1「ドラミちゃん登場! のび太の海底大冒険」）
- ナビ・キャップ（TVA2-1「ナビ・キャップ」）
- なべ奉行
- ナマケモノスーツ（TVA2-2「ナマケモノスーツ」）
- なまりのかさ ⇒ おかしな傘
- なめとん貝（ドラズ養成編2巻）
- なりきりキャプテンハット（映画ドラえもん のび太の宝島）
- なりきりケイドロセット
- なりきりチェス（ドラズSP12巻）
- なりきり忍者セット（TVA2-2「しずかちゃんの最悪な誕生日」）
- なりきりプレート
- なりきりボードゲーム（ゲームボーイアドバンス用ソフト『ドラえもん どこでもウォーカー』）
- なりきりライト（TVA2-1「なりきりライト」）
- 成田山のお札
- なるほどロボット（TVA2-1「なるほどロボット」）
- ナワバリエキス
- なんでもアイス棒（TVA2-2「なんでもアイス棒」）
- なんでもエーアイアイ  （TVA2-2「なんでもエーアイアイ」）
- なんでもおりがみ大百科（TVA2-1「ポップおりがみ」）
- なんでもカッター
- 何でも可能帽（『ドラえもんの格言名言おもしろ事典』（『小学四年生』1992年2月号付録））
- なんでも記おくき（『まんがで おぼえる 二年生の かん字じてん』（『小学二年生』1992年4月号付録））
- なんでもキズバン（TVA2-1「気球で世界一周を!」）
- なんでも共通割引券
- なんでも空港
- なんでもコントローラー（TVA2-2「ラジコン大海戦」）
- なんでも磁石（TVA2-2「のび太イレブン」）
- なんでもじゃ口
- なんでもシャベル（『ドラえもんの学習シリーズ ドラえもんの社会科おもしろ攻略 (4)日本各地の自然とくらし（改定新版）』）
- なんでも信じるコ・缶入り（TVA2-2「世の中うそだらけ」）
- なんでもそうじゅう機
- なんでもソムリエ（TVA2-2「最高! 最悪なおもてなし」）
- なんでも食べる子元気な粉（TVA2-2「宇宙ひみつ道具クイズ 〜第1回〜」）
- なんでもたまごにする機械
- なんでもツリー
- なんでもテッポウ魚（TVA2-2「パパママおうちで大バトル」）
- 何でもなる木セット（TVA2-1「何でもなる木セット」）
- なんでもナレーター（『藤子不二雄スペシャル ドラえもんヨーロッパ鉄道の旅』）
- なんでもバイキング
- なんでも分析機（大長編『のび太とふしぎ風使い』）
- なんでも呼び出しマイク（TVA2-1「なんでも呼び出しマイク」）
- なんでもロープ
- なんとかばち

## に
- にが手タッチバトン
- 苦手つくり機
- ニクメナイン
- ニコニコ石けん（TVA1「ニコニコせっけんの巻」）
- 虹色懐中電灯（TVA2-2「しずかちゃんと はこ庭スキー場」）
- 二次元収納カメラ（TVA2-1「二次元収納カメラ」）
- 22世紀の昆虫図鑑（TVA2-1「昆虫変身スーツ」）
- 二十二世紀のマジックハンド
- 二十二世紀の立体オセロ ⇒ 立体オセロ
- 22世紀の立体パズル（TVA2-2「長い長いお正月」）
- 26インチミラー ⇒ うつしっぱなしミラー
- ニセ旅行カメラ ⇒ インスタント旅行カメラ
- ニタッチャー（舞台劇『ドラえもんのたから島たんけん』）
- 日曜農業セット ⇒ しゅみの日曜農業セット
- 日光ゴケ ⇒ 光りごけ
- 日本標準カレンダー
- ニヒキメドジョウ（TVA2-1「ニヒキメドジョウ」）
- 荷物運び用荷物
- ニュー厚みぬきとり針（ドラズSP6巻）
- ニュー動物変身恩返しクスリ（ドラズSP7巻）
- 如意スティック（ドラえもんズ1巻）
- 人形自動化音波
- 人魚スーツ（『ドラえもん なぜなに探検隊』第11話）
- 人間あやつり機
- 人間うつし
- 人間カメラシャッター
- 人間機関車客車つき（映画『ねじ巻き都市冒険記』） ⇒ 人間機関車セット
- 人間機関車セット
- 人間磁石
- 人間じしゃくベルト
- 人間すごろく
- 人間製造機
- 人間切断機
- 人間そっくりたまご
- 人間貯金箱製造機
- 人間天気予報（TVA2-1「人間天気予報」）
- 人間ブックカバー
- 人間プログラミングほくろ
- 人間アクセルとブレーキ（TVA2-1「人間モトクロス」）
- 人間マリオネット（TVA2-1「人間マリオネット」） ⇒ 人間あやつり機
- 人間味調味料（TVA2-2「人間味調味料」）
- 人間モトクロスセット（TVA2-1「人間モトクロス」）
- 人間用タイムスイッチ
- 人間ラジコン
- 人間リモコン
- 人間ロケット砲（TVA2-2「スーパー移動風呂1010」）
- 人間を煙に変える煙突（TVA2-1「雲になって…?」） ⇒ ポコニャン#道具
- 忍者スーツ（『ドラえもんのなんでもチャレンジ!』「のび太、忍者になる」）
- 忍者セット（TVA2-2「 裏山のドラえもん城 」）
- ニンニン修行セット

## ぬ
- ぬいぐるみオーブン
- ぬいぐるみカメラとクルーム
- ぬいぐるみコートとつめもの ⇒ ぬいぐるみオーブン
- ぬいぐるみせいぞうカメラ
- ぬけ穴フープ ⇒ 通りぬけフープ#ぬけ穴フープ
- ぬけ穴ボールペン
- ぬけ穴ライト
- ぬすまれないたまご（プレイステーション用ソフト『ドラえもん3 魔界のダンジョン』）
- ぬれぎぬ（TVA2-2「ぬれぎぬを着せよう!」）
- ヌンチャクコプター（ドラえもんズ1巻）

## ね
- 願いごと引きかえ機（TVA2-1「願いごと引きかえ機」）
- ねがい七夕ロケット
- ねがい星
- ねがい星花火（TVA2-1「ねがい星花火」） ⇒ ポコニャン#道具
- ネコあつめすず
- ねこっかぶり （TVA2-2「ねこっかぶり」）
- ネコジャラリン（TVA1「くるった腹時計の巻」）
- ねこセット ⇒ 動物セット
- 猫の手くん（TVA2-1「ミニドラと猫の手」）
- ねじ式台風
- ネズミとりゲーム（TVA2-2「恋するドラえもん」）
- ネズミトリゲーム&ウオッチ
- 寝太郎まくら（TVA2-2「三年寝太郎まくら」）
- 熱血応援マイク （TVA2-2「熱血応援マイク」）
- 熱血まんじゅう（TVA2-2「熱血! のび太の運動会」）
- 熱線銃
- ネット爆弾（ドラえもんズ1巻）
- ネットロケット
- ねながらケース
- ネバネバ弾（TVA2-1「ドラミ江戸を斬る」）
- ネバネバネット（TVA2-1「ドラミ江戸を斬る」）
- 寝ぶくろ ⇒ 海底ハイキングセット
- 眠くならない薬 ⇒ ハツラツン
- ネムケスイトール
- ねむらせまくら
- ねむらなくてもつかれないくすり
- ネムレール（TVA2-1「ねんころりん」）
- 念画紙
- 年月圧縮ガン
- ねんころりんセット（TVA2-1「ねんころりん」）
- 念写カメラ
- ねん写機
- 年代測定機
- ネンドロイド
- ネンドロン
- ネンドロン（『ドラえもんの学習シリーズ ドラえもんのかん字じてん ステップ1』）
- ねん力目薬
- 念録マイク

## の
- のうりつチャカチャカあめ（TVA2-1「プラモ化大作戦」）
- 能力いただきリング（3DO用ソフト『ドラえもん 友情伝説ザ・ドラえもんズ』）
- 能力カセット
- 能力コピー手袋（TVA2-1「能力コピー手袋」）
- 能力ディスク（TVA2-2「のび太もたまには考える」）
- ノーリツチャッチャカ錠
- のぞき穴ボード
- のぞみ実現機
- ノゾミルじゅう
- のど自慢アメ （TVA2-2「大スタージャイアン!?」）
- ノビール水道管
- ノビールパンチグローブ（『ドラえもん・ふしぎシリーズ (4)ドラえもん なぞなぞクイズ』）
- ノビールハンド
- のびちぢみスコープ
- 乗り物アクセサリー
- 乗りものぐつ
- のりものたてものの種（TVA2-1「ポンプ地下室で街をつくろう」）
- のろいのカメラ
- 呪いのワラい人形（TVA2-2「呪いのワラい人形」）
- のろのろライト（TVA2-2「ドラミの最悪の一日」）

## は
- パーソナル応援団長（TVA2-2「しずかちゃんとおじいの木」）
- パーソナル気象衛星（『ドラえもん地球不思議科学館』（『小学五年生』1993年11月号付録）収録「第6章 宇宙開発の科学館」）
- バーチャルゲームボード（TVA2-1「バーチャルゲームボード」）
- バーチャル選挙速報セット（『ドラえもんの学習シリーズ ドラえもんの社会おもしろ攻略 (8)政治のしくみがわかる』）
- ばあちゃんカツラ（TVA2-1「ママエプロン」）
- ハー灯
- バードキャップ
- バードキャップ新型（映画および大長編『のび太と翼の勇者たち』） ⇒ バードキャップ
- ハートすっきりシート（TVA2-1「ハートすっきりシート」）
- ハートの器（スーパーファミコン用ソフト『ドラえもん3 のび太と時の宝玉』）
- ハートの壺（スーパーファミコン用ソフト『ドラえもん3 のび太と時の宝玉』）
- ハートバルーン（『学習まんが ドラえもんからだシリーズ Vol.7 からだなんでも相談室』）
- パーフェクトボーリング（映画『アララ♥少年山賊団!』）
- バイオ植木カン
- 配達ラケット（TVA2-2「ジャイアンが飛んできた」）
- はいどうたづな
- ハイドー手綱とドードーしっぽ（TVA2-1「イス馬でハイドー」） ⇒ はいどうたづな
- ハイパー空気砲（NINTENDO64用ソフト『ドラえもん3 のび太の町SOS!』）
- ハイパー掃除機 (ドラえもん のび太のひみつ道具博物館)
- ハイパー変換銃（『ドラえもん なぜなに探検隊』第9話）
- バイバイ音叉（TVA2-1「のび太がいっぱい」）
- バイバイン
- バイバインのききめをなくす薬（『ドラえもんのなんでもチャレンジ!』「九九かめんあらわる」）
- ハイパワーグローブ（TVA2-2「眠る海の王国」）
- ハイポンプ（TVA2-1「ハイポンプで水泳大会」） ⇒ 強力ハイポンプガス
- 配役いれかえビデオ
- 入りこみ鏡
- 入りこみマシン（『ドラえもん のび太とクイズ王国 ――電子迷城の挑戦――』（『小学四年生』1992年12月号付録））
- 入りこみミラー ⇒ 入りこみ鏡
- 入りこみミラーII ⇒ 入りこみ鏡
- ハイレールペーパー
- ハウスロボット
- はがしスプレー（TVA2-1「空間接着剤でピッタンコ」）
- ハガセール（TVA2-2「のび太+ハト=?」）
- バキューム蚊（TVA2-1「バキューム蚊」）
- バキュームゾウ（TVA2-1「バキュームゾウ」）
- 白亜紀ツアーセットのカプセル（TVA2-2「白亜紀へ家出」）
- 拍手水ましマイク
- 白状ガス
- 爆笑コショウ（TVA2-1「爆笑コショウ」）
- 爆睡ハーブ（TVA2-1「爆睡ハーブ」）
- ばくはつこしょう
- バクハツメイカー（TVA2-1「バクハツメイカー」）
- 爆裂弾（ドラズSP3巻）
- 化けよけスプレー
- 箱入りかがみ
- はこにわカート（ゲームボーイカラー対応ソフト『ドラえもんカート』）
- 箱庭シリーズ
- はこ庭のスキー場
- 箱庭フレーム
- はこび矢
- （走って帰れる）カサ（TVA2-2「おかしなおかしなかさ」）
- はじめてポン（TVA2-2「思い出せ! あの日の感動」）
- ハジメテン
- バショー扇
- パズル貯金箱
- パスワード識別ロック ⇒ ルームガードセット
- 畑のレストラン
- バタバタフライ
- バタバタフライ ハチバージョン（TVA2-2「ドラえもんをのぞいちゃえ」）
- ばっ金箱
- 発光マット
- バッジカメラ（TVA2-1「バッジを作ろう」） ⇒ バッジ製造カメラ
- バッジ製造カメラ
- 発信機 （映画『のび太のひみつ道具博物館』）
- ハッスルねじ
- ハッスルネジ巻き ⇒ ハッスルねじ
- ハッタリバズーカ ⇒ こけおどし手投げ弾
- 発電王エネソン（TVA2-1「発電王エネソン」）
- バッテンふで（『ドラえもんの学習シリーズ ドラえもんの算数おもしろ攻略 (1)たしざん・ひきざん（改訂新版）』）
- ハッピー（TVA2-1「ハッピー」）
- ハッピーハウス（TVA2-1「ドラミのハッピーハウス」）
- ハッピープロムナード
- 初日の出ジオラマ ⇒ ぐーたらお正月セット
- 初日の出セット
- ハツメイカー
- ハツラツン
- パトルール隊（TVA2-1「行け! パトルール隊」）
- パトローラースケートとけいぼう
- パトロール消防車
- 花咲か灰
- はなジュース
- 花園ボンベ
- 花の元 ⇒ 植物の元シリーズ
- はなバルーン
- 花火製造カメラ（『ドラえもんのなんでもチャレンジ!』「花火のいろいろ」）
- 花火花
- 花火花セット（TVA2-2「花火を育てよう！」）
- パニックアース（TVA2-1「パニックアース」）
- ハネツ機
- ハハオヤロボット オフクローのタマゴ（TVA2-2「ドラえもんだってママがほしい」）
- はばたきぼう
- パパネクタイ（TVA2-1「ママエプロン」）
- ハマグリパック
- ハメルンチャルメラ
- 氷底探検車（ドラえもん のび太の南極カチコチ大冒険）
- バラエティーおもちつきセット
- パラシュートがさ ⇒ おかしな傘
- ハラ時計（TVA1「くるった腹時計の巻」）
- ハラペコおにぎり（TVA2-1「ハラペコおにぎり」）
- はらへらないたまご（プレイステーション用ソフト『ドラえもん3 魔界のダンジョン』）
- バランスシーソー（TVA2-1「バランスシーソー」）
- バランス注射
- バランストレーナー
- バランスローラースケート
- ハリ千本バッジ
- バリヤーポイント
- バルーンシューズ（TVA2-1「バルーンシューズ」）
- はるかぜうちわ
- 晴れ晴れコート（映画『アララ♥少年山賊団!』）
- パワーアップメガフォン（TVA2-1「パワーアップメガフォン」）
- パワーつるはし
- パワー手ぶくろ ⇒ けんかマシン
- パワーレベルガン（ドラズ養成編2巻）
- ハワイ化機（TVA2-2「どこでもドアを作ろう!」）
- ハワイ専用どこでもドア（TVA2-2「どこでもドアを作ろう!」）
- 番犬貯金箱
- バンジーカタパルト（TVA2-1「バンジーカタパルト」）
- 反重力ペンキ（『決定版ドラえもん大事典』）
- 反対グローブ（TVA2-1「反対グローブ」）
- パンダナ（TVA2-2「ジャイアンがパンダ」）
- パンチングピストル（TVA2-1「ドラえもんはスネ夫のモノ!?」） ⇒ グローブ銃
- ハンディキャップ
- 反動マント ⇒ ヒラリマント
- ハンドキャッチャー（『ドラえもんの算数ゲームコミック』（『小学四年生』1994年6月号付録）収録「三、小数の章 どうくつの宝物をほり当てろ!」）
- パンドラボックス
- 万能暗号解読機（『ドラえもんの 算数推理コミック』（『小学四年生』1995年4月号付録）収録「のび太の名探偵事件ぼ(2) 「四番湖別そう」失そう事件 ――分数のたし算・ひき算――」）
- 万能オープナーひらけゴマ
- 万能改造自動ドライバー
- 万能改造自動ドライバーとロボット入門の本（TVA2-2「ロボット・ボロよ、永遠に」）
- 万能加工ミニ工場
- 万能グラス
- 万能クリーナー
- 万能クリーナー（映画『日本誕生』）
- 万能工作マシン（ドラズ養成編3巻）
- 万能コピー ⇒ 万能コピー紙（TVA2-1「なんでも引き受け会社」）
- 万能コピー紙（TVA2-1「なんでも引き受け会社」）
- 万能巣箱
- 万能治療薬（ドラズSP1巻）
- 反のうテストロボット
- 万能テント
- 万能舞台セット（映画および大長編『のび太の南海大冒険』） ⇒ 万能舞台装置
- 万能舞台装置
- 万能プリンター
- 万能ペットフード「グルメン」 ⇒ グルメン
- 万能マジックハンド（映画ストーリー『のび太の人魚大海戦』）
- 万能わな
- 半分おでかけ雲
- 半分こ刀

## ひ
- ピーアール
- ひい木
- ひい木バッジ（TVA2-1「ひい木バッジ」） ⇒ ひい木
- B級グルメテーブルかけ (ドラえもん のび太のひみつ道具博物館)
- ビー玉発信機（映画『ミニドラSOS!!!』）
- ビー玉フライングマシン（ドラえもんズ5巻）
- ピーヒョロロープ
- ビームバズーカ（ドラズ養成編2巻）
- ヒーローマシン（映画『のび太のパラレル西遊記』）
- 光りごけ
- 光ファイバーつた
- 光りもの探知機（『ドラえもんのまんがでラクラク理科の本／ドラえもんのまんがでラクラク社会の本』（『小学三年生』1996年6月号付録））
- ひきのばしローラー
- 秘境探査ボール（大長編『のび太の南海大冒険』）
- ひきよせカガミ
- 悲劇の素（映画『2112年 ドラえもん誕生』）
- 秘剣“電光丸” ⇒ 名刀“電光丸”
- 飛行スカーフ
- ひさしぶりトランク
- 美声マイク （TVA2-2「ドラかぐや、月に帰る!?」）
- ピッカリゴケ（映画『のび太と竜の騎士』） ⇒ 光りごけ
- ビッグ音波ハンマー（TVA2-1「あらいぐも」）
- ビッグボール
- ビッグライト
- びっくりライト  (ドラえもん のび太のひみつ道具博物館)
- ビックリハウス（TVA2-1「ドラミのハッピーハウス」）
- びっくりばこ
- びっくり箱ステッキ
- 日づけ変更カレンダー
- 日づけ変こうチョーク
- ひっこしセット
- ひっこし地図
- ひっこしひも
- 羊とび式さいみん機
- ぴったりウォーカー（TVA2-2「ドラミの最悪の一日」）
- ピッタリフィットカメラ（TVA2-2「ポケットの中のしずかちゃん」）
- 必中けん賞ハガキ
- 必中ゴムパチンコ
- ヒットソングコング（TVA2-2「スランプ!ジャイアン愛の新曲」）
- ヒットメーカーとヒットマイク（TVA2-2「おぼっちゃマンボ」）
- ヒットラー錠（TVA2-1「名画しらべ機」）
- VIPクリーム（TVA2-1「VIPクリーム」）
- ビデオ式なんでもリモコン
- 人がたスタンプインクと用紙
- 人さがしがさ
- ひとつぶ24時間（TVA2-1「ひとつぶ24時間」） ⇒ ハツラツン
- 人払いごへい ⇒ ぐーたらお正月セット
- ヒトマネロボット
- 人よけジャイロ
- 一人遊びマシーン ⇒ ぐーたらお正月セット
- ヒトリントン
- 火にかけなくても煮えるお鍋
- ピノキオの花（TVA2-2「ピノキオの花」）
- ひみつ木っち（映画『のび太の宇宙英雄記』）
- ヒミツゲンシュ犬
- 秘密情報焼き捨て銃（TVA2-2「大ピンチ! スネ夫の答案」） ⇒ 秘密書類やきすて銃
- 秘密書類やきすて銃
- ひみつ道具博物館招待状
- 秘密のぞ機（『ドラえもん百科 1』）
- ひものゆうれい
- 百万ボルトひとみ
- 百鬼せんこう
- 百苦タイマー
- 病気ごっこに使う薬 ⇒ いんちき薬
- 病気になる薬
- 表じょうカプセル（『藤子不二雄先生のまんが入門』（『小学三年生』1975年6月号別冊付録）収録「顔はおもしろい」）
- 表情コントローラー
- ひょう本さいしゅう箱
- ひょうろんロボット
- ビョードーばくだん
- 避雷針ヘルメット（TVA2-1「落ちないカミナリ」）
- ひらけドアゲーム（TVA2-2「のび太の誕生日冒険記」）
- ピラミッド型テント（『ドラえもん世界の国旗全百科』収録「エジプト」）
- ヒラリくつ下
- ヒラリマント
- 昼行灯（TVA2-2「22世紀の大決戦! ドラえもんvs.ドラキュラ（前編）」）
- 昼ランプ ⇒ キャンプ・セット
- ひろびろポンプ
- ピンキリ未来鑑定メガネ
- ピンチヒッター・メガホン（TVA2-1「ピンチヒッター・メガホン」）
- ピンチランナー
- びんぼう紙

## ふ
- ファイタースーツ ⇒ ハツメイカー
- ファイトこづち（ファミリーコンピュータ用ソフト『ドラえもん ギガゾンビの逆襲』）
- ファイヤーとうがらし（TVA2-1「のび太とのび夫」）
- ファンクラブ結成バッジとファンクラブ本部
- ファンタグラス
- ファンタ爺ヤ（TVA2-1「ファンタ爺ヤ」）
- 風雲ドラえもん城
- 風神うちわ ⇒ 強力うちわ「風神」
- 風船いかだ
- ふうせんガスガム
- 風船ジェット（『藤子不二雄スペシャル ドラえもんヨーロッパ鉄道の旅』）
- ふうせんロボキット（TVA2-1「ふうせんロボキット」）
- 風蔵庫 ⇒ 台風トラップと風蔵庫
- ブーメラン折り紙（TVA2-1「ブーメラン折り紙」）
- ブーメランスプレー（TVA2-1「ブーメランスプレー」） ⇒ 落としものカムバックスプレー
- プール服
- フエールうえ木ばち
- フエール銀行
- フェスティバルーン（TVA2-2「フェスティバルーン」）
- フェザーゴーグル ⇒ フェザープレーン
- フェザープレーン
- フエルミラー
- ふかふかスプレー（ドラえもん のび太の南極カチコチ大冒険）
- プカリクリーム
- ふきかえ糸電話
- フキカエマイク（TVA2-1「フキカエマイク」）
- ふきとばし・せん風機
- 武器よさらば灯（映画『アララ♥少年山賊団!』）
- 復元光線
- 復元フード
- 復元ライト（TVA2-1「復元ライト」）
- 福はうちの豆（TVA2-1「福はうちの豆」）
- ふくびんコンビ （セット内容：ふくの神、びんぼう神）
- フクロマンスーツ
- ふくわらい石けん
- 腹話ロボット
- ふしぎなナイフ（『お正月初笑いブック』（『小学五年生』1982年1月号別冊付録）収録「ドラえもんのお正月こばなし」の「ナイフ」）
- ふしぎなめがね
- 不思議の国のアリ巣（『ドラえもんふしぎ探検シリーズ (10)世界のふしぎ大探検』）
- ふたごふうせん（TVA2-1「ふたごふうせん」）
- 物質通過ベルト（『ドラえもんのおもしろ理科実験』（『小学四年生』1992年5月号付録）収録「温度と空気と水 ――ものの温度とかさ――」）
- プッシュドア
- 物体瞬間移動機
- 物体電送アダプター
- 物体変換クロス
- 物体変換銃
- フットンダー （TVA2-2「布団にのってふわふわり」）
- ぶつぶつ交換機（TVA2-2「ぶつぶつ交換機」）
- ブツブツ交換機（TVA2-2「幸せな人魚姫」）
- フトメレンズ
- 部分進化ガン
- ふみきりセット
- プライドクスグリン（TVA2-1「プライドクスグリン」）
- ブラックベルト
- ブラックホールゴミ箱（TVA2-2「しかえしミサイルが飛んできた」）
- ブラックホール分解液 ⇒ ミニ・ブラックホール
- ブラックホールペンとホワイトホールペン
- プラネタイジリウム
- プラネタリウム式3D（TVA2-1「プラネタリウム式3D」）
- プラモ化カメラ
- ブランドいも（TVA2-1「ブランドいも」）
- フリーサイズぬいぐるみカメラ
- プリーズカードカメラ（TVA2-1「プリーズカード」）
- フリーズガン（ドラズSP7巻）
- ふりだしにもどる
- フルーツボート（TVA2-2「ぼく、桃太郎のなんなのさ2008」）
- ブルートレインセット
- プレゼントのなる木（TVA2-2「暴走!プレゼントのなる木」）
- プレゼント・ルーツ探査機（TVA2-1「プレゼントルーツ」）
- プレミアシール（TVA2-1「プレミアシール」）
- ブロージェット
- ふろしきタクシー
- プロフェッショなるボックス（『ドラえもんのなんでもチャレンジ!』「おとなになったら何になる?」）
- フワフワオビ
- ふわふわぐすり
- フワフワ銃（大長編『銀河超特急』、大長編および映画『ねじ巻き都市冒険記』）
- フワフワの素（TVA2-1「ドラミの兄妹ゲンカ」）
- フワフワリング ⇒ 創世セット
- ふわりねんど
- ふわりビーム（TVA2-2「ウルトラリング」）
- 分解ドライバー
- 分身かがみ（TVA2-1「分身かがみ」） ⇒ まほうのかがみ
- 分身蜃気楼（TVA2-1「二人のしずかちゃん」）
- 分身ハンマー
- 分数再写機（『ドラえもんの算数おもしろゲームコミック』（『小学四年生』1992年6月号付録）収録「分数折り紙、やってみた?」）
- 分数測定虫（『ドラえもんの算数おもしろゲームコミック』（『小学四年生』1992年6月号付録）収録「分数折り紙、やってみた?」）
- 分析機（映画『ロボット王国』） ⇒ なんでも分析機
- ふんわりガス
- ふんわりズッシリメーター

## へ
- ヘアーカタログセット（TVA2-1「ヘアーカタログセット」）
- 平和アンテナ
- ベースマット ⇒ 創世セット
- ペーパーハウス
- ペーパーレーダー
- ペコペコゴム球つきパンツ
- ペコペコバッタ
- ヘソリンスタンド
- へたうまスプレー
- へたくそ用練習カー
- ペタリ甲板
- ペタリぐつとペタリ手ぶくろ
- ペタリゴンドラ
- ぺたり手ぶくろとくつ ⇒ ペタリぐつとペタリ手ぶくろ
- ペタリバンド（3DO用ソフト『ドラえもん 友情伝説ザ・ドラえもんズ』）
- ペタンコアイロン
- ペタンコローラー（TVA2-2「ペタンコローラーでおひっこし」）
- ペッター
- ペッタンF2050号（『ドラえもんの漢字クイズ・パズル』（『小学四年生』1992年7月号付録））
- ペットクリーム
- ペットスプレー（TVA2-1「雲のモッくん」）
- ペットそっくりまんじゅう
- ペットたまご（ドラズSP9巻）
- ペット電話相談室（TVA2-1「ペット電話相談室」）
- ヘッドハンチング（TVA2-1「ヘッドハンチング」）
- ペットペン
- ペットペンキ
- ペットホイッスル（TVA2-1「ペットホイッスル」）
- ペット用魚えさ
- ヘッドランプ ⇒ 海底ハイキングセット
- へやこうかんスイッチ
- ヘリカメラ
- ヘリトンボ → タケコプター
- べんきょうねまき
- 勉強の道具
- 勉強ロボット
- 変形カプセル（『ドラえもんふしぎ探検シリーズ (6)からだ大探検』）
- 返事先どりポスト
- 編集ロボット ⇒ 雑誌作りセット
- ペンシル・ミサイル
- 変心うちわ
- 変身カチューシャ（TVA2-2「ボクのび子ちゃん」）
- へんしんセット
- 変身ドリンク
- 変身ドリンク・EX（TVA2-2「しずかちゃんが消えた?」）
- ヘンシンバシラ（舞台劇『ドラえもんのたから島たんけん』）
- へんしん風船ガム（TVA2-1「へんしん風船ガム」） ⇒ イメージガム
- 変身リングとカード
- 変身レプリンター （TVA2-2「変身レプリンター」）
- 変身ロボット
- へんそうセット（映画および大長編『のび太の南海大冒険』）
- 変装服

## ほ
- 保安カンバッジ（TVA2-1「保安カンバッジ」）
- 望遠磁石（映画『新・のび太と鉄人兵団 〜はばたけ 天使たち〜』）
- 望遠ミラー（TVA2-2「あべこべ惑星」）
- 望遠メガフォン
- ぼうさいくん（『ドラえもんの 地震はなぜ起こる どう身を守る』）
- 豊作くん（映画『アララ♥少年山賊団!』）
- 防水折り紙
- 宝石の壺（スーパーファミコン用ソフト『ドラえもん3 のび太と時の宝玉』）
- 亡命許可証 ⇒ おこのみ建国用品いろいろ
- 暴力エネルギー探知機
- ポータブル国会
- ポータブル特許庁（『ドラえもんふしぎ探検シリーズ (14)発明発見大探検』）
- ポータブルピラミッド（TVA2-1「ポータブルピラミッド」）
- ぼーナス（TVA2-1「ぼーナス」）
- ホームズ・セット
- ホームミサイル
- ホームミサイル製造法
- ホームメイロ
- ホクロ型スピーカーとマイク
- ほげい船
- ポケット信号機
- ポケット竜巻（TVA2-2「のび太の地底国」）
- 保護色ペーパー（TVA2-1「マンモスウォッチング」）
- ほしい人アロー（TVA2-1「ほしい人アロー」）
- ほしい人探知機
- 星型ランプ
- 星鑑賞用ケース
- 星釣りセット（TVA2-2「天の川で星釣りを」）
- 星とりあみとハンマー
- 星引き網（TVA2-2「天の川で星釣りを」）
- ほっといてクレヨン（ドラズ養成編2巻）
- ポップおりがみ（TVA2-1「ポップおりがみ」）
- ポップコーンハット（TVA2-2「怒りのポップコーン」）
- ポップ地下室
- ほどほどあらし
- ほどほど海ぞく船（ほどほど大砲、ほどほどそうち）
- ほどほど宝島 （TVA2-2「ほどほど宝島」）
- ほねぐみロボット
- ポポン (ドラえもん のび太のひみつ道具博物館)
- ホメールライト（TVA2-1「ホメールライト」）
- ポラマップスコープ
- ポラマップ地図 ⇒ ポラマップスコープ
- ポラロイドインスタントミニチュア製造カメラ ⇒ インスタントミニチュア製造カメラ
- ホログラ機
- ホワイトホールペン ⇒ ブラックホールペンとホワイトホールペン
- ボンサインセット（TVA2-1「ボンサインセット」）
- 本人ビデオ
- 本音シグナル（TVA2-1「本音シグナル」）
- ホンネ吸いだしポンプ
- ホンネミラー（TVA2-1「ホンネミラー」）
- ホンネモニター（TVA2-1「ホンネミラー」）
- 本音ロボット（TVA2-1「本音ロボット」）
- 本能フード（ドラズ養成編2巻）
- 本の味の友（TVA2-1「本の味の友」） ⇒ 本の味の素
- 本の味の素
- ポンプ地下室（TVA2-1「ポンプ地下室で街をつくろう」） ⇒ ポップ地下室
- 本もの絵本（『まんがで おぼえる 二年生の かん字じてん』（『小学二年生』1992年4月号付録））
- ほんもの折紙（TVA2-2「ジャングル探検にはおり紙を」）
- 本物かんさつケース（『ドラえもんのなんでもチャレンジ!』「おもしろ生き物大集合」）
- ほんものカンヅメ（TVA2-1「ほんものカンヅメ」）
- 本物クレヨン
- 本物消しゴム
- 本物げんとう機
- 本物コピー機（映画『ロボット王国』）
- ほんもの辞典（TVA2-1「ほんもの辞典」）
- ほんもの図鑑（動物編、植物編）
- ほんもの3Dメガネ（TVA2-2「ほんもの3Dテレビ」）
- ほんものだゾウ（TVA2-1「ほんものだゾウ」）
- 本物電子ゲーム
- ほんものになるひかり
- ホンヤク機（『ドラえもん・ふしぎシリーズ (5)ドラえもん 日本のなぞとふしぎ』）
- ほんやくコンニャク
- ほんやくコンニャクアイス味（TVA2-2「雪男のアルバイト」）
- ほんやくコンニャク青のり風味（TVA2-1「ドラミちゃん登場! のび太の海底大冒険」）
- ほんやくコンニャクおみそ味（映画『日本誕生』） ⇒ ほんやくコンニャク
- ほんやくライト（『ドラえもん算数推理コミック』（『小学四年生』1992年10月号付録）収録「江戸時代の財宝をさがせ！ ――およその数――」）
- ホンワカキャップ

## ま
- まあまあ棒
- マーメイドスーツ（TVA2-1「のび太ロケット銀河へ!」）
- マイクロ穴ほり機（『ドラえもんのまんがでラクラク理科の本／ドラえもんのまんがでラクラク社会の本』（『小学三年生』1996年6月号付録））
- マイクロアンテナ ⇒ 気ままに夢見る機とアクセサリー・セット
- マイクロ補聴器
- まいごさがし機「ごはんだよー」
- 迷子探しメガネ（TVA2-1「ツアーロボット」）
- マイ・トレインセット（TVA2-1「マイ・トレインセット」）
- マイナス一次元剤（『ドラえもん百科 2』）
- マイナス磁石（TVA2-2「ドラえもんの100年タイムカプセル」）
- マイハウスガス ⇒ ロビンソンクルーソーセット
- まきじゃくロボット（『ドラえもんの算数おもしろゲームコミック』（『小学四年生』1992年6月号付録）収録「小数ハイキングに行こう!」）
- マグネット・トレイン（『ドラえもんふしぎ探検シリーズ (8)乗り物大探検』）
- マグマ探知機
- まさつブラシ（TVA2-2「ツルリン! 先生がとまらない」）
- 正夢新聞セット（TVA2-1「正夢新聞」）
- 正夢まくら（TVA2-1「正夢まくら」）
- マジックおしり
- マジックおなか
- マジック・セメント
- マジックチャック
- マジックドーム
- マジックハンガー（『てれびくんコミックス』（『てれびくん』1978年1月号付録）収録「マジックハンガーのまき」）
- マジックハンカチ（TVA2-1「マジックハンカチ」） ⇒ タネなしマジックハンカチ
- マジックハンド
- マジックハンモック
- マジックボックス
- マジックワッペン（『ドラえもん・ふしぎシリーズ (3)ドラえもん 動物クイズ』）
- まじんのいないまほうのランプ
- マタタビ香水
- マタタビ弾（TVA2-2「決戦! ネコ型ロボット vs イヌ型ロボット」）
- マッチ棒型ライト
- 狂時機
- 窓けしききりかえ機
- マナーベル（『ドラえもんのなんでもチャレンジ!』「マナーはおまかせ」）
- マネオネット（TVA2-1「マネオネット」） ⇒ まねラジコン
- まねラジコン
- 魔法事典
- まほうのかがみ
- 魔法のじゅうたん（ドラえもんズ1巻）
- まほうの地図 ⇒ 旅行地図
- まほうのとけい
- 魔法の投げなわ（ドラえもんズ1巻）
- まほうのひも
- 魔法のほうき
- 魔法のぼうし（映画『魔界大冒険』） ⇒ 魔法ぼうし
- 魔法の虫めがね
- 魔法のランプ（『ドラえもん地球不思議科学館』（『小学五年生』1993年11月号付録）収録「第1章 地球の科学館」）
- 魔法ぼうし
- ママエプロン（TVA2-1「ママエプロン」）
- ママネット（TVA2-1「ママネット」）
- ママの岩戸（TVA2-1「ママの岩戸」）
- ママをたずねて三千キロぐすり（TVA2-1「ママをたずねて三千キロぐすり」） ⇒ ママをたずねて三千キロじょう
- ママをたずねて三千キロじょう
- ま水ストロー ⇒ 海底ハイキングセット
- まもり紙
- 迷い道（TVA2-2「オオカミ一家」）
- マラソンガサ（TVA2-2「おかしなおかしなかさ」）
- マリオネッター
- まるいものじ石
- マルクナール（TVA2-2「四角いドラえもん」）
- マルネットベルト（TVA2-1「マルネット」） ⇒ まるいものじ石
- ○×うらない
- マンガ原作集
- まんが製造箱 ⇒ 雑誌作りセット
- まんざいし（TVA2-1「ひみつ道具大募集優秀賞作品 まんざいし」）
- 万病薬

## み
- 見えなくなる目薬
- ミカタスキ（TVA2-1「ミカタスキ」）
- 味方指わ
- 身がわり紙人形
- 身代わりテレビ
- 身がわりバー
- みがわりペンダント
- 身がわりマイク
- 身がわりマシン（『ドラえもんの 今すぐ話せる まんが入門英語教室』（『小学六年生』1985年2月号付録）収録「ピンとポンとドラえもんの1日」）
- ミクロスーツ（『学習まんが ドラえもんからだシリーズ Vol.2 血液の流れ』）
- ミクロフラッシュ（TVA2-1「ミクロフラッシュ」）
- ミクロライト（ドラズ養成編2巻）
- ミケネコヘルメット（3DO用ソフト『ドラえもん 友情伝説ザ・ドラえもんズ』）
- みこみ予ほう機
- ミサイルつき原子力潜水艦
- 水加工用ふりかけ
- 水切りのこぎり
- 水先三角定規（『ドラえもん算数推理コミック』（『小学四年生』1992年10月号付録）収録「将棋の駒殺人事件 ――角度の大きさ――」）
- 水先分度器（『ドラえもん算数推理コミック』（『小学四年生』1992年10月号付録）収録「将棋の駒殺人事件 ――角度の大きさ――」）
- 水セロハン ⇒ 水族館シールと水セロハン
- Mr.クイズ（TVA2-2「アルティメットクイズショー」）
- ミスター・ムードアップ（TVA2-1「ミスター・ムードアップ」）
- 水玉カプセル（TVA2-1「水玉カプセルの旅」）
- 水手ぶくろ
- 水ビデオ
- 水ビル建築材
- 水よけロープ
- 見せかけ銃（映画『のび太と竜の騎士』） ⇒ こけおどし手投げ弾
- みせかけつり針
- 見せかけミサイル ⇒ こけおどし手投げ弾
- みせかけモテモテバッジ
- みせかけ落がきペン
- 見たままスコープ
- みたままベレー
- 道案内ナビ（TVA2-2「ちこくストップ大作戦」）
- ミチサキステッキ（TVA2-2「走れドラえもん! 銀河グランプリ」）
- 道すじカード
- 道すじカットボード
- 未知とのそうぐう機
- みちび機
- ミチビキエンゼル
- みちびきジゾウ（TVA2-1「みちびきジゾウ」）
- ミチルあみ ⇒ チルチルペンキとミチルあみ
- 密閉空間探査機
- 見どころテレビ（『水曜特バン! ドラえもん15周年 ボクの感謝の90分! 夢の四次元バラエティー』）
- 緑の素（『ドラえもん地球不思議科学館』（『小学五年生』1993年11月号付録）収録「第2章 環境の科学館」）
- ミニ頭
- ミニ雨雲（大長編および映画『ねじ巻き都市冒険記』）
- ミニカーガレージ
- ミニ家具（映画『のび太と竜の騎士』） ⇒ ミニチュア家具
- ミニカラオケセット 歌詞カード付（映画『のび太とアニマル惑星』） ⇒ 探検ごっこセット
- ミニころばし屋（『ドラえもんひみつ道具スペシャル ミニドラにおまかせ!』）
- ミニサイズ空のレジャー三点セット ⇒ 空のレジャー三点セット
- ミニサイズハンググライダー
- ミニサンタ
- ミニ植物の種
- ミニ台風発生機（TVA2-1「魔女っ子しずかちゃん」） ⇒ 台風発生機
- ミニだこ
- ミニ探検隊
- ミニ地球はかいバクダン（ドラえもんズ6巻）
- ミニチュア消防車
- ミニチュア早乙女（TVA2-2「タタミのたんぼ」）
- ミニチュア家具
- ミニチュア製造カメラ（TVA2-1「特賞! のび太温泉」） ⇒ ポラロイドインスタントミニチュア製造カメラ
- ミニテレビ局
- ミニテレビとう
- ミニどこでもドア（『ドラえもんのまんがで楽しむ漢字の本』（『小学三年生』1995年4月号付録））
- ミニドラえもん
- ミニドラ専用ロケット（TVA2-2「ちこくストップ大作戦」）
- ミニドラ探知機（TVA2-1「サンタバックでクリスマス」）
- ミニドラのカサ（TVA2-1「ドラえもんの健康診断」）
- ミニドラミ（『ぼく! ミニドラえもん』第5話）
- ミニ熱気球
- ミニハウス
- ミニ飛行機
- ミニ・ブラックホール
- ミニブラックホール（『ドラえもん地球不思議科学館』（『小学五年生』1993年11月号付録）収録「第5章 宇宙の科学館」）
- ミニブルドーザー
- ミニミニ国会（TVA2-1「ミニミニ国会」） ⇒ ポータブル国会
- ミニミニロボット（TVA2-1「ミニミニロボット」）
- ミニ野球場とミニプレイヤー
- ミニ雪ぐも
- ミニ雷雲
- ミニらいうん（映画『ミニドラSOS!!!』）
- ミニレスキューカー（TVA2-1「ミニドラたすけ隊出動!」）
- ミニロケット
- みの虫式スリーピングバッグ ⇒ みの虫式ねぶくろ
- みの虫式ねぶくろ
- みはりフクロウ（TVA2-1「ドラミの兄妹ゲンカ」）
- 密閉空間探索機
- みまわりテレビ（映画『ミニドラSOS!!!』）
- 耳せん
- ミミダケとシャベリップ
- 耳バン
- 耳バンデラックス（TVA2-2「22世紀の大決戦! ドラえもんvs.ドラキュラ（後編）」）
- 耳寄りネット（TVA2-1「耳寄りネット」）
- 未来小切手帳
- 未来デパート通販マシン（TVA2-2「恋するドラえもん」ほか）
- 未来デパートの通販マシン（映画および大長編『ロボット王国』）
- 未来テレビ
- 未来図書券
- 未来の宇宙船
- 未来のクリスマスカード（TVA2-2「未来のクリスマスカード」）
- 未来ノート（『ドラえもん のび太と未来ノート』
- 未来のカタログ ⇒ つう心販売カタログ
- 未来の最新型8ミリ
- 未来の小学四年生
- 未来のチビ四駆（TVA2-1「改造チビ四駆」） ⇒ 未来のチョコQ
- 未来のチョコQ
- 未来のルームマラソン
- 未来爆弾（TVA2-1「ぼく、失恋しちゃった」） ⇒ 地球はかいばくだん
- 未来ままごとシート（TVA2-1「未来ままごとシート」）
- 未来ラジオ
- ミラクルメガネ（『ドラえもんのおもしろ理科実験』（『小学四年生』1992年5月号付録）収録「温度と空気と水 ――ものの温度とかさ――」）

## む
- ムードスタンド
- ムードもりあげ楽団
- ムカシテレビ（『ドラえもん・ふしぎシリーズ (3)ドラえもん 動物クイズ』収録「お犬さまを大切に!」）
- 夢幻プラネタリウム（TVA2-1「夢幻プラネタリウム」）
- 無限望遠鏡（『ドラえもんの学習シリーズ ドラえもんの理科おもしろ攻略 (2)天体（地球・月・太陽・星の動き）がわかる』）
- ムシスカン
- 虫の声の素
- 虫の知らせアラーム
- 虫歯を治す道具（TVA2-1「ドタバタ虫歯逃亡記」）
- 無視虫
- ムシムシ操縦ハンドル（TVA2-2「コンチュウ飛行機にのろう」）
- ムシムシヒーローベルト（TVA2-2「参上!ムシムシヒーロー!!」）
- むしめがね
- 虫めがね ⇒ 魔法の虫めがね
- 虫メガネ ⇒ 大きくなる虫めがね
- ムシャクシャタイマー
- 無重量発生じゅうたん（『ドラえもん地球不思議科学館』（『小学五年生』1993年11月号付録）収録「第5章 宇宙の科学館」）
- 無重力クレーン（TVA2-1「パパだって甘えんぼ」）
- 無重力ネット（大長編および映画『夢幻三銃士』）
- 無重力ライト（『地球環境警備隊』（『小学五年生』1993年2月号付録））
- 虫よせボード
- 無人境ドリンク
- 無人探査機 ⇒ 無人たんさロケット
- 無人たんさロケット
- 無人島たしかめ機（TVA2-1「宝星探査ロケット」）
- むすびの糸
- 無生物さいみんメガホン
- 無生物しきぼう
- むせきにん飛行物体（TVA2-1「むせきにん飛行物体」）
- むだ時間とりもどしポンプ
- むだはぶ機（TVA2-1「むだはぶ機」）
- 夢中機
- 無敵砲台
- 無敵ホコとタテ全自動式（映画および大長編『創世日記』）
- 無敵メンコレータム
- ムユウボウ
- ムリヤリキャッシュカード
- ムリヤリ借用書（TVA2-1「ムリヤリ借用書」）
- むりやりちょきんばこ
- ムリヤリトレパン
- 無料ハンバーガー製造機
- 無料フード製造機 （映画および大長編『のび太のワンニャン時空伝』）

## め
- 名作劇場カメラ
- 名画しらべ機（TVA2-1「名画しらべ機」）
- 迷宮プラネタリウム（映画『ミニドラSOS!!!』）
- 迷シーンカチンコ（『ドラえもんのなんでもチャレンジ!』「迷信・言い伝えのうそ・ほんと」）
- 名刀“電光丸”（別名「秘剣“電光丸”」）
- 名物フラッグ（TVA2-1「名物フラッグ」）
- 命れいじゅう
- 迷路スゴロク
- 迷路探査ボール
- メー演機（TVA2-1「メー演機」）
- メカ救急箱
- メカ・メーカー
- メカモグラ
- 目覚まし時計
- めしとリンゴ（『ドラえもん なぜなに探検隊』第7話）
- メジャーつむり（『ドラえもんの算数ゲームコミック』（『小学四年生』1994年6月号付録）収録「三、小数の章 どうくつの宝物をほり当てろ!」）
- メスウマタケ（TVA2-2「走れ! ウマタケ」） ⇒ ウマタケ
- めだちライト
- メッセージ大砲
- 目鼻ペン
- メモリーシルクと仕立て屋さん（TVA2-1「のび太は大リーガー」）
- メモリーディスク
- メリーゴーラウンドゴマ
- メルヘンランド入場券
- メロディーお玉
- 免エキスプレー（TVA2-1「免エキスプレー」）
- めんくいカメラ
- メンコプリンター

## も
- 猛獣さそいよせマント（大長編『大魔境』）
- 猛獣使い笛（TVA2-2「どら焼き伝説を追え!」）
- 猛獣ならし手ぶくろ
- 猛獣ペット化手ぶくろ（TVA2-1「猛獣ペット化手ぶくろ」、「空想動物サファリパークで大冒険」）
- モーゼステッキ
- モーターたらい
- モータローション（『ドラえもんの学習シリーズ ドラえもんの算数おもしろ攻略 改定新版 (4)分数・小数がわかる』）
- モーテン星
- モーテン星 効き目長持ち安心バージョン（映画『新魔界大冒険 〜7人の魔法使い〜』） ⇒ モーテン星
- 木材磁石（大長編『創世日記』）
- モクモクマンせいぞうびん
- モグラ手ぶくろ
- もぐらマシーン ⇒ ジェットモグラ
- モグラロボット
- もじもじコースター（『ドラえもんの日本語探検』収録「もじもじコースター」（『小学四年生』1993年11月号付録））
- もしもしメガホン（TVA2-1「黒べえをすくえ!」） ⇒ ポコニャン#道具
- もしもテレビ（『ドラえもん百科 1』）
- もしもホーン（TVA2-1「もしもホーン」）
- もしもボックス
- モシモマシン ⇒ もしもボックス
- 文字よみとり機（TVA2-2「ドラえもんが生まれ変わる日」）
- もち製造マシン
- もちつきロボット
- 持ち主あて機
- 持ちぬしシール
- もちぬし探査機（TVA2-1「もちぬし探査機」）
- モテモテール（TVA2-2「モテモテール大作戦」）
- モドキスプレー（TVA2-2「カニ食べたい!」）
- 戻しスプレー（TVA2-1「逆転スプレー」）
- モトノアジ⇒味のもとのもと
- モドリスプレー（TVA2-2「カニ食べたい!」）
- もどりライト
- モニターめがね
- 物語トンネル（TVA2-2「シンデレラはどこいった?」）
- 物ごころバッジ（『ドラえもんの地球人パスポート』（『小学四年生』1995年7月号付録））
- 物知～る（TVA2-1「ひみつ道具大募集優秀賞作品 物知～る」）
- もののけワッペン（TVA2-1「もののけワッペン」）
- モノモース
- ものを木にする水
- もはん広告ペン
- もはん手紙ペン
- 桃太郎印のきびだんご
- 桃太郎じるしのキビダンゴ入りオキアミ（『ドラえもんふしぎ探検シリーズ (2)生き物大探検』）
- 桃太郎印の小粒きびだんご（TVA2-1「ミニドラ大脱走」）
- モモボート
- もりあげ観客団（TVA2-2「さようならスネ夫…」）
- 森の元 ⇒ 植物の元シリーズ
- モンスターボール
- モンタージュバケツ

## や
- 夜間ふとんの中からおしっこできるホース
- ヤカンレコーダー
- やくしゃダイコン（映画および映画ストーリー『のび太と緑の巨人伝』）
- 約束リング（TVA2-1「約束リング」）
- 役立つもの販売機
- やくよけシール
- ヤジウマアンテナ
- 矢印探知機（イルカを探す機械）
- 野生ペット小屋
- ヤセール
- ヤセールトンネル（TVA2-2「ドラえもんがダイエット!?」）
- やった木（TVA2-1「やった木」）
- ヤドカリン（TVA2-1「ヤドカリン」）
- やどり木
- ヤマアラシスキン（『ドラえもん・ふしぎシリーズ (3)ドラえもん 動物クイズ』収録「ヤマアラシスキン」）
- 山びこ山
- ヤミクモガス（映画『ねじ巻き都市冒険記』）
- ヤメサセロボット
- ヤメラレン
- やめん貝（ドラズ養成編2巻）
- やりクリ（TVA2-2「やりクリしてハワイ旅行」）
- やりくりアリ（TVA2-2「やりくりアリでリサイクル」）
- ヤリトゲ
- ヤルキミナギルン（TVA2-2「ドラミの最悪の一日」）

## ゆ
- 遊園地になる木
- 勇気百倍うちわ（TVA2-1「勇気百倍うちわ」）
- 勇気リンリン帽子（TVA2-1「勇気リンリン帽子」）
- 友情カプセル
- 友情の鐘（ドラズSP8巻）
- ゆうどう足あとスタンプ
- ゆうどうミサイル
- 郵便逆探知器
- 郵便ロケット
- ゆうびんロボット
- UFO回収クリーナー（TVA2-1「むせきにん飛行物体」）
- UFO型宇宙船（TVA2-2「あべこべ惑星」）
- UFOカメラ
- 有名人スケジュール電子手帳（TVA2-1「人気スターがまっ黒け」）
- ユーメー人（TVA2-2「のび太の中ののび太」）
- ゆうレイ（TVA2-2「決戦! ジャイアンvsオバケ軍団」）
- ゆうれいストロー（TVA2-1「ゆうれいストロー」）
- ゆきぐも
- 雪雲ベース
- 雪製造機
- 雪だるま型クーラー（TVA2-1のスペシャル番組『夏だ! 一番 ドラえもん祭り』幕間（1994年））
- 雪だるま手ぶくろ
- 雪だるまふくらまし機
- 雪のぬいぐるみスプレー
- ゆきふらし
- ユクスエカメラ
- ゆっくり反射ぞうきん
- 夢カセット集 ⇒ 気ままに夢見る機とアクセサリー・セット
- ユメカメラ（ドラズ養成編2巻）
- ユメ完結チップ
- ユメかんとくいす
- ゆめグラス
- ユメコーダー
- ゆめコントローラー
- ユメスクリーン
- ゆめスピーカー
- 夢たしかめ機
- 夢つづき枕（TVA2-1「夢つづき枕」）
- ユメテレビ
- ゆめとりロープ
- 夢のり
- 夢破壊砲
- 夢はしご
- ゆめふうりん
- ユメプロジェクター
- ユメマボロシ社カタログ⇒通心販売カタログ
- 夢ボート（TVA2-1「夢ボート」）
- 夢ホール
- 夢マイク（ドラズ養成編2巻）
- 夢まくら
- ゆめまくら（『一年生の かん字じてん 80字早わかり』（『小学一年生』（2005年5月号付録））
- 夢見テレビ（『ドラえもん百科 1』）
- ゆめめがね

## よ
- よい子バンド
- 妖怪クリームセット（TVA2-2「寒い日は雪女になろう!」）
- ヨウジンボウ（TVA2-1「ヨウジンボウ」）
- 妖精箱（TVA2-1「妖精ロボット」） ⇒ 小人ばこ
- ようろうおつまみ
- よーいどんピストル（TVA2-1「よーいどんピストル」） ⇒ すぐやるガン
- よかん虫
- 横綱ベルト（TVA2-1「横綱のび太」） ⇒ ブラックベルト
- 横笛（TVA1「くるった腹時計の巻」）
- 汚れ探知機
- 四次元エレベーター（TVA2-1「四次元エレベーター」）
- 四次元かばん
- 四次元キャッチャー（TVA2-1「四次元キャッチャー」）
- 四次元くずかご
- 四次元三輪車
- 四次元たてましブロック
- 四次元ペットボトル（映画および大長編『のび太とふしぎ風使い』）
- 四次元ポーチ（TVA2-1「四次元ポーチ」）
- 四次元ポケット
- 四次元若葉マーク
- 予知夢アメ
- 予定メモ帳
- 呼び出し機
- 呼び出しポンプ（TVA2-2「だから、ユーレイは出た」）
- 呼びつけブザー
- 夜昼ランプ
- 夜ランプ ⇒ キャンプ・セット
- ヨンダラ首わ
- 四万年前スーツ（TVA2-1「マンモスウォッチング」）

## ら
- ライオンセット ⇒ 動物セット
- ライトニングボルトサーベル（TVA2-2「海賊大決戦 ～南海のラブロマンス～」）
- 楽園シミュレーター（TV2-2「恋するドラえもん」）
- らくがおペン（TVA2-2「ドラえもんに落書き」）
- らくがき銃
- らくがきをけすガス
- ラクダロボット
- らくらくお掃除3点セット（TVA2-1「未来を守れ! のび太VSアリ軍団」）
- らくらくオノ ⇒ らくらく道具
- らくらくシャベル ⇒ らくらく道具
- らくらくつるはし ⇒ らくらく道具
- らくらく道具
- らくらくとざんぼう
- 楽々バーベキューセット（TVA2-2「楽々バーベキューセットはラクじゃない」）
- ラク楽ランプ（『学習まんが ドラえもんからだシリーズ Vol.5 成長とたん生』）
- ラジコン雨雲
- ラジコンアンテナ
- ラジコン宇宙人
- ラジコン魚とり船
- ラジコンシミュレーター
- ラジコンずもう
- ラジコン潜水艦セット
- ラジコン太陽
- RCダコ（大長編『のび太の南海大冒険』）
- ラジコンカメラ ⇒ ラジコンテレビ
- ラジコンテレビ
- ラジコンねん土
- ラジコンのもと
- ラジコンロボ
- ラッキーカラー棒（TVA2-1「ラッキーカラー棒」）
- ラッキーガン
- ラッキー砂時計（TVA2-1「ラッキー砂時計」）
- ラッキーやかん（TVA2-2「ラッキーやかん」）
- ラブラブバレンタイン・セット（TVA2-1「ジャイ子のバレンタイン」）
- ラブリスプレー（TVA2-1「ドラミにおまかせ」）

## り
- リクエストテレビ
- 陸上せん水かん ⇒ 陸上ボート
- 陸上ボート
- 陸上モーターボート ⇒ 陸上ボート
- リザーブマシン
- 立体アルバム（TVA2-1「立体アルバム」）
- 立体インベーダーゲーム
- 立体映写機 ⇒ 実景プラネタリウム
- 立体映像機（ドラえもんズ5巻）
- 立体映像機 観客一万人タイプ（TVA2-1「ポンプ地下室で街をつくろう」） ⇒ 実景プラネタリウム
- 立体オセロ
- 立体効果音8チャンネル（花見のにぎわい）
- 立体工作用カタログ 日本の建物シリーズ（TVA2-1「特賞! のび太温泉」）
- 立体コピーカメラ（『ドラえもんのなんでもチャレンジ!』「ライト兄弟物語」）
- 立体コピー紙
- 立体シューティングゲーム ⇒ 立体インベーダーゲーム
- 立体すごろくメーカー（Wii用ソフト『ドラえもんWii ひみつ道具王決定戦!』）
- 立体パズルハンマー （TVA2-2「立体パズルハンマー」）
- 立体ビデオ（ドラズ養成編2巻）
- 立体ビデオムービー（『ドラえもん地球不思議科学館』（『小学五年生』1993年11月号付録）収録「第4章 ハイテクの科学館」）
- 立体ペインター（TVA2-2「夏だ!山だ! 野比家のキャンプ」）
- リトマス人生試験紙（TVA2-1「リトマス人生試験紙」）
- リニアモーターカーごっこ
- リニアモーターチョーク
- リフトストック
- リモートホログラフ（映画『ハロー恐竜キッズ!!』）
- 流行性ネコシャクシウィルス（TVA2-2「王かんコレクション」） ⇒ 流行性ネコシャクシビールス
- 流行性ネコシャクシビールス
- 料理の鉄人ドリンク（『ドラえもん宿題解決シリーズ (3)宿題に役立つ作文の書き方』）
- 旅行地図
- 旅行窓セット

## る
- ルームガードセット（パスワード識別ロック、X線探知機、レーダー、電撃銃）
- ルームスイマー
- ルームマラソン ⇒ 未来のルームマラソン
- るす宅警報テレビ
- 留守番ロボット（TVA2-1「おまたせ ドラミちゃん初登場! のび太の海底ハイキング」）
- ルリィ（TVA2-2「のび太を愛した美少女」） ⇒ ドラえもんの登場人物一覧#ルリィ

## れ
- レインボードロップ（TVA2-1「レインボードロップ」）
- レーザー検査機（映画『日本誕生』）
- レーザー砲（ドラズ養成編2巻）
- レーダーステッキ ⇒ ホームズ・セット
- レーダー地図 ⇒ トレーサーバッジ
- 歴史チェッカー（ドラズSP2巻）
- 歴史の本はいりこみぐつ（『ドラえもんの学習シリーズ ドラえもんの社会科おもしろ攻略 (6)日本の歴史15人 はじめの一歩はこの人から!』）
- 歴史マップ（TVA2-1「夢とロマンを探索モグラ」）
- レコード製造機
- レジャー用深海潜水艇
- レスキュー服（TVA2-1「ミニドラたすけ隊出動!」）
- レスキューボトル
- 列車用すごろくセット（TVA2-2「のび太特急と謎のトレインハンター」）
- レプリガン（ニンテンドーDS用ソフト『ドラえもん のび太の恐竜2006 DS』ほか）
- レプリコッコ
- レポーターロボット
- 連呼マシン
- 連射ドリンク（ファミリーコンピュータ用ソフト『ドラえもん』）
- 連想式推理虫メガネ
- レンタルシーバー（TVA2-1「レンタルシーバー」）
- レントゲン
- レントゲンスコープ（大長編『ロボット王国』）
- 連発型幸運光線銃（TVA2-1「空中シューズ」）
- 連発型不運光線銃

## ろ
- ローラ（TVA2-1「お友だちロボット」）
- ろく音フラワー
- 録験機
- 六面カメラ
- ロケットガム
- ロケットストロー
- ロケットそうじゅうくんれん機
- ロケットソケット
- ロケットのたこ
- ロケットブーツ（TVA2-1「月のウサギを探そう」）
- ロケットペーパー
- ロッカーカッター
- ロックロックハンマー （TVA2-2「ロックロックハンマー」）
- ロデオサドル（TVA2-1「ロデオサドル」）
- ロビンソンクルーソーセット （セット内容：マイハウスガス、キモノン液、食べ物さがしめがね、魚型かまぼこのもと）
- ロボカ（TVA2-1「きまぐれロボカ」） ⇒ ロボット・カー
- ロボ警官と署長バッジ
- ロボ子 ⇒ トモダチロボット
- ロボッター
- ロボッターとりもどしじしゃく
- ロボッター部品（『ドラえもんのワープロ&パソコン入門』（『小学四年生』1993年2月号付録））
- ロボット足
- ロボットえんぴつ
- ロボット・カー
- ロボットくみたて機（『ドラえもん百科 1』）
- ロボット消しゴム
- ロボットねん土
- ロボットのおに
- ロボットのもと
- ロボット背後霊
- ロボットビタミン剤（TVA2-1「のび子登場!」）
- ロボットファミリー製造機（TVA2-1「のび子登場!」）
- ロボット服
- ロボット福の神
- ロボットペーパー
- ロボット用インスタントファッションワックス （TVA2-2「イロガラドラえもん」）
- ロボピアノ（『ドラえもんの学習シリーズ ドラえもんの音楽おもしろ攻略 楽ふがよめる』）

## わ
- ワープ消しゴム
- ワープトンネル（エポックLCDゲームパル『パクパクドラえもん』）
- ワープハット（ドラズ養成編1巻）
- ワープペン
- Yロウ
- わがまま時計（TVA2-1「わがまま時計」）
- 忘れうちわ（TVA2-1「忘れうちわ」）
- わすれ鳥
- わすれとんかち ⇒ 記憶映写とんかち
- ワスレバット
- 忘れ物おくりとどけ機
- わすれろ草
- 忘れろシール（TVA2-1「ジャイ子に休日を」）
- 忘れん棒（TVA2-1「忘れん棒」）
- ワスレンボー
- わたがし雲メーカー （TVA2-2「わたがし雲メーカー」）
- わたしたちを食べたくなるニオイのもと（映画『ハロー恐竜キッズ!!』）
- わびさびゴザ（TVA2-1「わびさびゴザ」）
- わらいガス
- わりこみ回線塔（『ドラえもんのワープロ&パソコン入門』（『小学四年生』1993年2月号付録））
- わりこみビデオ
- 悪口べに ⇒ おせじ口べにと悪口べに
- ワンニャンごっこつけ耳 （映画および大長編『のび太のワンニャン時空伝』）